# Bulbostylis quaternella
Bulbostylis quaternella är en halvgräsart som först beskrevs av Henry Nicholas Ridley, och fick sitt nu gällande namn av Paul Goetghebeur. Bulbostylis quaternella ingår i släktet Bulbostylis och familjen halvgräs. Inga underarter finns listade i Catalogue of Life.